# Ole Bach Sørensen
Ole Bach Sørensen (født 3. juli 1940 på Amager) er en dansk billedkunstner, der arbejder med maleri, grafik, keramik og blandform. Han er bosat i Kunstnerhjemmet (en) i Gothersgade i København.

## Baggrund og uddannelse
Ole Bach Sørensen voksede op på Amager i 1940’ernes København.
Forældrene var elektromekaniker Aage Bach Sørensen og hustru Nina Lefeldt.
Som 21-årig debuterede han på Kunstnernes Efterårsudstilling, og kom ind på Eks-Skolen ved Poul Gernes og Richard Winther, hvor han gik et års tid, inden han kom ind for at studere på Det Kgl. Danske Kunstakademi 1962-69 hos Dan Sterup-Hansen og Palle Nielsen.
Ole Bach Sørensen blev i løbet af de første år optaget på samtlige censurerede udstillinger, Charlottenborgs Forårsudstilling, Påskeudstillingen i Aarhus, Sommerudstillingen i Den Frie, København. Medstifter af PRO i 1962, som året efter udstillede på Charlottenborg.

## Værk
Ole Bach Sørensen arbejdede fra starten med grafik, maleri og udforskede et væld af udtryksformer en periode, hvor abstrakt kunst, Cobra, Arthur Køpcke, Fluxus-bevægelsen, Jackson Pollock og mange flere influerede.
I begyndelsen af 1960erne arbejdede Ole Bach Sørensen i forlængelse af Cobra med spontant-abstrakt maleri og med farven som det bærende udtryksmiddel. Men allerede i slutningen af 1960erne forlod han det ekspressive til fordel for et surrealistisk billedsprog i en forenklet og stærkt fabulerende form. Billedfladen blev dækket med klare farver, geometriske former og skarpt optrukne figurer. Dyr, planter, fabeldyr og mennesker blev placeret ornamentalt på fladen.
Gennem 1970erne og 1980erne videreudviklede Ole Bach Sørensen dette formsprog med et indhold af naivistisk, satirisk karakter, hvor tragedien opvejes af et legende element. - Hans maleri rummer en rebusagtig vekslen mellem det aflæselige og det uigennemskuelige.
Ole Bach Sørensen har malet mange forskellige serier, hvor malestilen er tilpasset efter emnerne.
Relationen mellem mand og kvinde går igen. Sammen med malerkollegaen Annette Sjølund har han været på flere inspirerende ophold i Picasso og Françoise Gilot (en)’s hus La Galloise i Vallauris (en). I det hele taget har flere af de store mestre har sat sig spor i Ole Bach Sørensens kunst i form af tidsaktuelle parafraser.
Ole Bach Sørensen udførte en række hæftede grafiske blade Tegninger, 1976, og Avisbilleder, 1987, hvori han udnyttede avissidens billeder til satiriske kommentarer.  I midten af 1980'erne udførte han plakater for FDB med madpyramiden og omsorg for naturen som motiver. I 1990 udførte han et grafisk særtryk for Politiken. 
I årene 1999-2005 arbejdede han endvidere med keramiske objekter, fade og vaser hos Kähler i Næstved.
I 2022-2023 har fokus været parafraser over værker af Henry Heerup til Heerup Museum og i 2024-2025 er omdrejningspunktet  Ovartaci og Museum Ovartaci i Aarhus i samarbejde med Kunstnersammenslutningen PRO.

## Udsmykninger
- Festivitas 1963, Hjørring Seminarium
- Vægmaleri, 1964, Harsdorffs Palæ, (overmalet)
- Glasmosaik til Ungdomsbyen, Rødovre 1966
- Som det er - Hommage à Olaf Rude, 1984, Holstebro Børnehaveseminarium
- Udsmykning af fælleshuset, Højvangsparken, Rønne, Statens Kunstfond 1988.
- Keramisk relief, Holsted Skole, Næstved Kommune, 2001

## Udstillinger
- Kunstnernes Efterårsudstilling 1961, 1963
- Kunstnernes Påskeudstilling 1962-63
- Sommerudstillingen 1962
- PRO 1962-64
- Charlottenborgs Forårsudstilling 1963-64, 1966
- Charlottenborgs Efterårsudstilling 1964
- Grønningen 1965
- M 59 fra 1970-90 (medl. fra 1973);
- Figurative fabulanter, Nikolaj, Kbh. 1982;
- Kunstnere for fred, Charlottenborg 1983.
- Pakhuset, Nykøbing Sjælland 1985
- PT 85, Galleri Ti, Tistrup 1985
- Å-Udstillingen 1986
- Statens Kunstfonds indkøb, 1987
- Krukker-Jars, Ridehuset, Århus 1988
- Erotiske fade, Kähler Keramik, Næstved 2000
- Golden Days i Næstved, Kähler 2004
- AUTOUR DU LEGS BERGGREEN, MAMAC, Nice, France, 2014
- Indtryk fra Provence med Annette Sjølund og Ole Bach Sørensen, Birkerød Kunstforening 2022.
- Heerup og PRO på opdagelsesrejse - Heerup Museum, Rødovre, juni-september 2023

### Separatudstillinger
- Trefoldigheden, Kbh. 1964;
- Galleri Moderne, Silkeborg 1966;
- Kunstnernes egen Kunsthandel, Kbh. 1970, 73, 75;
- Tårnby Rådhus, 1978;
- Galleri Birkdam, Kbh. 1980;
- Galleri Ægidius, Randers 1985;
- Skovhuset, Værløse 1987
- Galleri Trap, Kbh. V. 1990
- Overgaden, Kbh. K. 1990
- Conquistadores, Nellemann og Thomsen, Århus, Aalborg 1991
- Huset i Asnæs (m. Karen Bennicke) 1994
- Rembrandtbilleder, Galerie Bossky, 1996
- Hvidovre Hovedbibliotek, Hvidovre 1996
- Girls, Galerie Bossky, Kbh. K. 1998
- Galerie Bossky, Kbh. K. 2000
- Kähler Keramik, Næstved 1999, 2000
- Thorasminde, keramik, Bagsværd 2001
- Rumble, Galleriet, Gladsaxe Hovedbibliotek 2004
- Malerier, Galerie Zenit 2006, 2008, 2010
- Politikens Galleri og Politikens grafiske særtryk, Kbh. V. 2013
- Janus Bygningen, Tistrup, 2014
- Museumsbygningen, Kbh. Ø, 2017
- Banja Rathnov Galleri og Clausens Kunsthandel, 2020
- Kulturloftet, Store Heddinge, 2020

## Repræsenteret i museer og samlinger
- Kastrupgårdsamlingen
- Louisiana - Museum of Modern Art (v/Knud W Jensen, 1963)
- Ny Carlsbergfondet
- Statens Kunstfond
- Vendsyssel Kunstmuseum
- MAMAC, Musée d’Art Moderne, Nice, France
- Designmuseum Danmark
- Holmegårds Værk

## Stipendier og udmærkelser
- Veluxfonden 2020
- Gerda Iversens mindelegat 1963
- Kunstmaler H.C. Koefoed og søster Carolines legat
- Godsejer A.V. Benzons legat 1964
- Richard Wilstrups legat
- De Bielkeske Legater 1964, 1965, 1967
- Professor August Schiøtts mindelegat 1966;
- Statens Kunstfonds Arbejdslegat 1986
- Politiken Fonden

## Publikationer
- Tegninger, 1976 [1]
- 15 Off- settryk, 1983
- Avisbilleder, 1987
- 50 Years of Dialogue with Art, 2010
- Charles Simic: Mine kære træer, Brøndum 2013, illustrationer.
- Ole Bach Sørensen: NYE BEKENDTSKABER, Brøndum 2017.

## Biografi
Den kunstneriske løbebane begyndte, da Ole Bach Sørensen som 14-årig oplevede at få respons på sine tegninger hos faren til en af kammeraterne, den senere forfatter Jørn Riel. Johan Riel var frisørmester og selv en kreativ personlighed, der kunne give konstruktive ord med på vejen. Derhjemme fik Ole Bach Sørensen flest opmuntringer i retning af en solid, borgerlig tilværelse. Skoletiden gik godt, men gymnasietidens sorte skole var hård, og efter småjobs og et påbegyndt jurastudium valgte han kunstnervejen fuldblods.
Ole Bach Sørensen flyttede til Ballonparken på Amager, en barakby beboet af kreative ildsjæle, og tog på tre måneders studierejse til Paris. Her sugede han til sig af modernisme og klassisk kunst, som han har gjort det siden på flere studierejser til Paris talrige gange i 1970erne og 1980erne; London 1970, N.Y. 1989, 1990, Amsterdam 1993.
Ole Bach Sørensen stiftede familie i 1962 og giftede sig med Ella Juul. Skilt 1968.
I 1967 fik de datteren, billedkunstner Malene Bach.